# Lophoptera phaeoxista
Lophoptera phaeoxista är en fjärilsart som beskrevs av George Francis Hampson 1912. Lophoptera phaeoxista ingår i släktet Lophoptera och familjen nattflyn. Inga underarter finns listade i Catalogue of Life.